# Amphineurus nothofagi
Amphineurus nothofagi là một loài ruồi trong họ Limoniidae. Chúng phân bố ở miền Australasia.